# Peribatodes brevipennis
Peribatodes brevipennis là một loài bướm đêm trong họ Geometridae.